# Gardabani

Gardabani (en géorgien : გარდაბანი) est une ville de Géorgie, dans la région de Basse Kartlie, située à 39 km au sud de Tbilissi. 

## Ville

### Histoire
La ville a une forte proportion d'Azéris (43%). Nommée autrefois Karayazi, elle fut rebaptisée Gardabani en 1947 d'après le nom d'une forteresse médiévale en ruine, Qaratepe, et reçut le statut de ville en 1969. 

### Population
En 2002, la population s'élevait à 19 900 habitants.

### Économie
Depuis 1960, s'y trouve une centrale thermique qui fournit l'essentiel de l'énergie de la capitale Tbilissi. C'est elle qui a provoqué l'augmentation de la population locale et l'accès au statut de ville.

### Personnalités liées
- Gocha Jamarauli (né à Gardabani en 1971-) footballeur
- Mariam Kevkhichvili (en) (née à Gardabani en 1985), athlète au lancer du poids.

## District
Le district de Gardabani s'étend sur 1 304 km².
L'Office national des statistiques de Géorgie estime sa population au 1er janvier 2016 à 82 300 habitants. 

## Jumelages
| Ville | Ville   | Pays | Pays        | Période     |
| ----- | ------- | ---- | ----------- | ----------- |
|       | Ağstafa |      | Azerbaïdjan | depuis 2022 |